# Lac Miller (réservoir Gouin)
Pour les articles homonymes, voir Miller et Lac Miller.
Le lac Miller est un plan d'eau douce situé dans la partie Ouest du réservoir Gouin, dans le territoire de la ville de La Tuque, dans la région administrative de la Mauricie, dans la province de Québec, au Canada.
Ce lac s’étend entièrement dans le canton de Lacasse.
Les activités récréotouristiques constituent la principale activité économique du secteur. La foresterie arrive en second. La navigation de plaisance est particulièrement populaire sur ce plan d’eau, notamment pour la pêche sportive.
Le bassin versant du lac Miller est desservi du côté Nord par quelques routes forestières secondaires qui ont été aménagées pour la coupe forestière. Ces routes forestières se relient vers le Nord à la route forestière R1045 desservant la rive Nord du réservoir Gouin.
La surface du lac Miller est habituellement gelée de la mi-novembre à la fin avril, toutefois la circulation sécuritaire sur la glace se fait généralement du début décembre à la fin de mars. La gestion des eaux au barrage Gouin peut entrainer des variations significatives du niveau de l’eau particulièrement en fin de l’hiver où l’eau est abaissée. Le niveau d’eau de cette baie s’équilibre avec celui du réservoir Gouin.

## Géographie
Avant la fin de la construction du barrage La Loutre en 1916, créant ainsi le réservoir Gouin, le lac Miller avait une dimension plus restreinte. Après le deuxième rehaussement des eaux en 1948 avec l’aménagement du barrage Gouin, le lac Miller épousa sa forme actuelle. 
Les principaux bassins versants voisins du lac Miller sont :
- côté nord : lac de la Rencontre, ruisseau de la Rencontre, rivière Pascagama, ruisseau Plamondon (réservoir Gouin) ;
- côté est : lac du Mâle (réservoir Gouin), lac Bourgeois (réservoir Gouin), lac Toussaint (réservoir Gouin), lac Bureau (réservoir Gouin), lac Marmette (réservoir Gouin) ;
- côté sud : lac Simard (réservoir Gouin), lac du Mâle (réservoir Gouin), lac Bureau (réservoir Gouin) ;
- côté ouest : lac Simard (réservoir Gouin), ruisseau Plamondon (réservoir Gouin), rivière Berthelot.

D’une longueur de 3,7 km en forme de croissant difforme ouvert vers le Sud, le lac Miller s’étire vers le Nord-Est. Le côté Nord et Nord-Est du lac comporte des zones humides. Ce lac s’alimente au Sud-Ouest par la décharge du lac Simard (réservoir Gouin) et par la décharge (venant du Nord) du lac Lacasse (réservoir Gouin).
La partie Sud du lac Miller est délimitée par l’extrémité Nord d’une presqu’île remontant vers le Nord sur 6,6 km. Cette presqu’île délimite aussi le côté Ouest du Lac Simard (réservoir Gouin). Une baie étroite s’étire sur 1,1 km vers le Nord, plus ou moins en parallèle à la décharge du lac Lacasse (réservoir Gouin).
L’embouchure du lac Miller est localisée au Nord-Est du Lac, soit à :
- 10,9 km au Nord de la sortie de la Passe Kaopatinak laquelle sépare en deux le lac du Mâle (réservoir Gouin) ;
- 14,2 km au Sud-Ouest du centre du village de Obedjiwan lequel est situé sur une presqu’île de la rive Nord du réservoir Gouin ;
- 83,3 km à l’Ouest du barrage Gouin ;
- 131 km au Nord-Ouest du centre du village de Wemotaci (rive Nord de la rivière Saint-Maurice) ;
- 221 km au Nord-Ouest du centre-ville de La Tuque ;
- 322 km au Nord-Ouest de l’embouchure de la rivière Saint-Maurice (confluence avec le fleuve Saint-Laurent à Trois-Rivières)[1].

À partir de l’embouchure du lac Miller , le courant coule sur 99,2 km jusqu’au barrage Gouin, selon les segments suivants :
- 17,3 km vers l’Est en traversant le lac du Mâle (réservoir Gouin), le lac Bourgeois (réservoir Gouin) et le lac Toussaint (réservoir Gouin) jusqu’au Sud du village d’Obedjiwan ;
- 81,9 km vers l’Est, en traversant notamment le lac Marmette (réservoir Gouin), puis vers le Sud-Est en traversant notamment le lac Brochu (réservoir Gouin), puis vers l’Est en traversant la baie Kikendatch, jusqu’au barrage Gouin.

À partir de ce barrage, le courant emprunte la rivière Saint-Maurice jusqu’à Trois-Rivières où il se déverse sur la rive Nord du fleuve Saint-Laurent.

## Toponymie
Le terme « Miller » constitue un patronyme de famille d’origine anglaise.
Le toponyme "Lac Miller " a été officialisé le 5 décembre 1968 par la Commission de toponymie du Québec.